# Zespół SCID
Zespół SCID, ciężki złożony niedobór odporności (ang. severe combined immunodeficiency, SCID,  potoczne określenia: bubble baby disease, bubble boy disease) – grupa rzadkich chorób o podłożu genetycznym układu odpornościowego objawiających się upośledzeniem odporności komórkowej i humoralnej z następową podatnością na zakażenia wirusowe, bakteryjne i grzybicze (w tym zakażenia oportunistyczne). Choroba nieleczona doprowadza do śmierci przed ukończeniem 2. roku życia.

## Etiopatogeneza
Zaburzenia polegają na nieprawidłowym rozwoju i różnicowaniu limfocytów B, T i NK.
W zależności od typu zespół SCID może być dziedziczony w sposób autosomalny recesywny bądź sprzężony z chromosomem X.
Mutacje w obrębie genów RAG-1 lub RAG-2 (tzw. agammaglobulinemia – typ szwajcarski) powodują zaburzenia limfocytów T i B przy prawidłowej liczbie komórek NK. Inna odmiana SCID spowodowana mutacją tych genów to zespół Omenna.

### Klasyfikacja
Według raportu nt. wrodzonych zaburzeń układu odpornościowego opublikowanego przez International Union of Immunological Societies w roku 2017 wyróżniono 17 następujących SCID:

#### T-B+ SCID
| Nazwa                                                            | Gen    | Dziedziczenie         | OMIM   |
| ---------------------------------------------------------------- | ------ | --------------------- | ------ |
| Niedobór γc (inne nazwy: common gamma chain SCID niedobór CD132) | IL2RG  | sprzężone z płcią     | 308380 |
| Niedobór JAK3                                                    | JAK3   | autosomalne recesywne | 600173 |
| Niedobór IL7Rα                                                   | IL7R   | autosomalne recesywne | 146661 |
| Niedobór CD45                                                    | PTPRC  | autosomalne recesywne | 151460 |
| Niedobór CD3δ                                                    | CD3D   | autosomalne recesywne | 186790 |
| Niedobór CD3ε                                                    | CD3E   | autosomalne recesywne | 186830 |
| Niedobór CD3ζ                                                    | CD247  | autosomalne recesywne | 186780 |
| Niedobór koroniny 1A                                             | CORO1A | autosomalne recesywne | 605000 |
| Niedobór LAT                                                     | LAT    | autosomalne recesywne | 602354 |

#### T-B- SCID
| Nazwa                        | Gen     | Dziedziczenie         | OMIM   |
| ---------------------------- | ------- | --------------------- | ------ |
| Niedobór RAG1                | RAG1    | autosomalne recesywne | 179615 |
| Niedobór RAG2                | RAG2    | autosomalne recesywne | 179616 |
| Niedobór Artemis             | DCLRE1C | autosomalne recesywne | 605988 |
| Niedobór DNA-PKcs            | PRKDC   | autosomalne recesywne | 176977 |
| Niedobór Cernunnos/XLF       | NHEJ1   | autosomalne recesywne | 611290 |
| Niedobór ligazy DNA IV       | LIG4    | autosomalne recesywne | 601837 |
| Dysgeneza siateczki          | AK2     | autosomalne recesywne | 103020 |
| Niedobór deaminazy adenozyny | ADA     | autosomalne recesywne | 608958 |

## Leczenie
W terapii przyczynowej stosuje się przeszczep szpiku kostnego. Dokonywano prób zastosowania terapii genowej, która w kilkunastu przypadkach odniosła pozytywny skutek.

## Etymologia określeniabubble boy

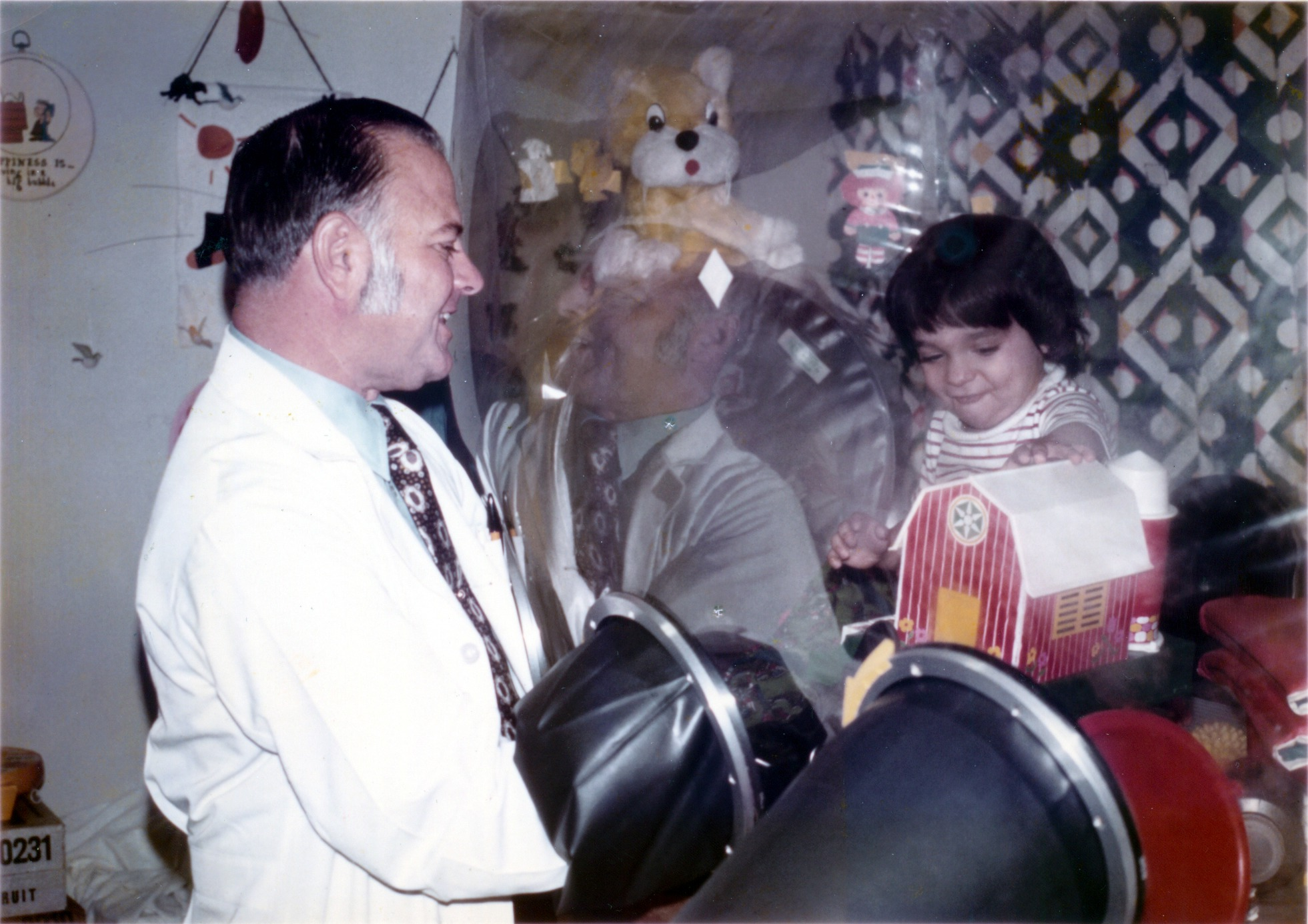
David Vetter w ochronnej „bańce”

Bubble boy disease, potoczna nazwa SCID, pochodzi od przypadku Davida Vettera urodzonego w 1971 roku w szpitalu dziecięcym w Houston (Teksas), u którego zdiagnozowano tę chorobę. Zaraz po narodzinach został on umieszczony w specjalnej „bańce” – sterylnym, niewielkim, plastikowym pomieszczeniu. W październiku 1983 roku, po przeszczepie szpiku kostnego pobranego od siostry, David zachorował. Po nieudanym przeszczepie pacjenta wyciągnięto z „bańki” i leczono w sterylnym pomieszczeniu szpitalnym. W lutym 1984 roku, w dwa tygodnie po opuszczeniu „bańki”, Vetter zmarł.

## Klasyfikacja ICD10
| kod ICD10     | nazwa choroby                                                                            |
| ------------- | ---------------------------------------------------------------------------------------- |
| ICD-10: D81   | Ciężki złożony niedobór odporności (SCID)                                                |
| ICD-10: D81.0 | Ciężki złożony niedobór odporności (SCID) z dysgenezją siateczki                         |
| ICD-10: D81.1 | Ciężki złożony niedobór odporności (SCID) z małą liczebnością komórek T i B              |
| ICD-10: D81.2 | Ciężki złożony niedobór odporności (SCID) z normalną lub obniżoną liczebnością komórek B |